# Adrián Allemandi
Adrián Allemandi es un jugador de pádel argentino, que actualmente juega en el circuito como pareja 6 de A1Padel (antiguo APT Padel Tour.) 
2 veces campeón del mundo con la selección Argentina
Casado con la española Victoria Torres Muñoz

## Carrera
Desde sus inicios, destacó como jugador de pádel. Suele jugar por la derecha y su mayor virtud es la inteligencia a la hora de realizar un movimiento en la pista. Entrenó durante un tiempo a Paquito Navarro, quien fue su pareja en el año 2014.
En 2015 formó pareja con Miguel Lamperti siendo una de las ocho mejores parejas del torneo.
En 2016 forma pareja junto a Agustín Gómez Silingo, sin lograr grandes resultados.
En 2017, Federico Quiles se convierte en su nueva pareja, con quien no logró buenos resultados en esa temporada.
En 2018, Agustín Gómez Silingo se convirtió en su nueva pareja deportiva, después de que Silingo se recuperase de una lesión de larga duración. Ambos lograron disputar una final, en el Master de Buenos Aires, donde cayeron derrotados por 7-6, 4-6 y 2-6 frente a Maxi Sánchez y Sanyo Gutiérrez, quienes acabarían el año como números 1 de WPT.
En 2019 llegan, de nuevo, a una final de World Padel Tour. Lo hicieron en el Valencia Open durante el mes de julio. En la final cayeron derrotados por 7-6, 5-7 y 3-6 frente a Alejandro Galán y Pablo Lima.
En 2021 formó pareja deportiva con Maxi Sánchez, pero tras el primer torneo se separaron, en abril, para juntarse esta vez con Pablo Lijó. A mediados de temporada, en junio, la pareja argentino-brasileña separaron sus caminos, y Allemandi se unió a Coki Nieto para el resto de la temporada. En diciembre, ambas partes anunciaron su separación de cara a la nueva temporada 2022, disputando su último torneo juntos en México. Es más, el año aún no había terminado cuando Allemandi anunció de manera oficial que abandonaba el circuito World Padel Tour para unirse al APT Padel Tour, lo que era un secreto a voces. Cerró su etapa en el circuito WPT en la posición 24 del ranking, con el objetivo de llegar al número 1 en el ranking del circuito APT.
Dos veces Campeón del Mundo con la selección Argentina 
Casado con la española Victoria Torres Muñoz

## Palmarés

### World Padel Tour (2012-2023)

#### Finales
| N.º | Año                     | Torneo       | Pareja                | Oponentes en la final                 | Resultado             |
| --- | ----------------------- | ------------ | --------------------- | ------------------------------------- | --------------------- |
| 1   | 1 de julio de 2012      | Valladolid   | Paquito Navarro       | Juan Martín Díaz Fernando Belasteguín | 4-6 / 3-6             |
| 2   | 11 de noviembre de 2012 | Valencia     | Paquito Navarro       | Maximiliano Grabiel Miguel Lamperti   | 2-6 / 0-6             |
| 3   | 3 de agosto de 2014     | Marbella     | Paquito Navarro       | Juan Martín Díaz Fernando Belasteguín | 1-6 / 7-6 / 3-6 / 4-6 |
| 4   | 29 de noviembre de 2015 | Valencia     | Miguel Lamperti       | Pablo Lima Fernando Belasteguín       | 2-6 1-6               |
| 5   | 11 de noviembre de 2018 | Buenos Aires | Agustín Gómez Silingo | Sanyo Gutiérrez Maxi Sánchez          | 7-6 4-6 2-6           |
| 6   | 14 de julio de 2019     | Buenos Aires | Agustín Gómez Silingo | Pablo Lima Alejandro Galán            | 7-6 5-7 3-6           |